# 2012 (電影)
是一部於2009年上映的美國科幻災難片，由羅蘭·艾默瑞奇（Roland Emmerich）執導，電影內容為根據玛雅預言顯示地球將在2012年迎来世界末日。主要演員有約翰·庫薩克、亞曼達·彼特、丹尼·葛洛佛、譚蒂·紐頓、奥利弗·普莱特、切瓦特·埃加福特和伍迪·哈里森。電影由哥倫比亞影業發行。2008年8月在加拿大溫哥華開拍，2009年11月11日于巴黎等地率先放映，2009年11月12日在马来西亚等地区上映，2009年11月13日全球同步上映。该片在中国大陆连续4周成为票房冠军，最终在全球收獲7.4亿美元票房。
2012年11月20日，3D版本在中国大陆等地上映。

## 劇情
根據古老的瑪雅神話，在大約三萬年前，眾神曾經引導瑪雅人發明了中美洲長計曆；而在大約六千年前，瑪雅教神職人員通過長計曆預言了世界末日的到來。隨着大航海時期來臨，歐洲殖民者開始在美洲進行殖民活動，這個古老的預言便在天主教消滅異教的狂潮之中被掩蓋，瑪雅文明及其他古老文明的沒落導致這個預言被世人遺忘了數百年。
2009年，太陽系八大行星經過六十多萬年的週期後排列成了一條直線，太陽發生了一場歷史上規模最大的太陽風暴。在印度，美國地質學家艾德禮安·赫姆斯利來到堪稱世界最深的銅礦場接見了天文物理學家薩南，而薩南展示太陽風暴導致中微子的數量破表，甚至產生物理反應而開始加熱地球的核心，在未來即將導致整個板塊全部崩潰。艾德禮安馬上回華盛頓見了白宮幕僚長卡爾·安修瑟，卡爾在極爲震驚下將此事彙報給美國總統湯瑪斯·威爾森。幾個月後，湯瑪斯來到加拿大的八國集團峰會中將事情彙報給各國元首們，而各國元首一致決定要在毀滅來臨之前救他們能夠救的人們。在中國西藏的卓明山谷，武警部队將山谷裏的居民疏散走後，開始了一項史無前例的龐大工程。2011年，世界各國開始移送一些值得紀念的藝術品與動物，爲了保證人類種族的延續而開始搜索超級富豪及生育基因較好的人，以十億歐元出售活命的機會。
2012年12月，一名居住在洛杉磯的末日科幻小說家傑克森·寇提斯，帶著兩個孩子諾亞和莉莉來到黃石公園露營，卻發現充滿回憶的湖泊如今乾涸，並發現軍方已經駐守在此，三人亦被軍方以擅闖軍事禁地罪名扣押。其後來到公園採集線索的艾德禮安，因為身為傑克森的書迷而放掉他們，但他後來在將數據發給薩南時，薩南解析後發現中微子在內核產生的高溫會將會在幾天後爆發。在震驚下，艾德禮安只能聯絡卡爾立刻開始啟動卓明谷計劃來實施救援，而各國元首也開會深思熟慮後，最終一致決定立即進行撤離工作。傑克森見到了住在黃石公園的電臺主播查理·佛斯特，他表明早在數千年前 瑪雅教已經預言了世界末日將在這一年到來，各個國家在末日來臨前製造了一個能夠拯救人類的“方舟”，甚至為了防止計劃洩漏而暗殺了多個打算揭開事實的人，但傑克森認為這是一派胡言。早上，傑克森將諾亞和莉莉送回家後，奉雇主 俄羅斯億萬富翁尤里·卡波夫指示去接他的兩個兒子。到機場時，傑克森突然聽見他們倆所討論的救命大船，於是想起查理說過的話；轉眼間，傑克森感覺到一股震源後立刻去接自己的家人。
不出所料，一個大地震襲捲了整個洛杉磯，傑克森回到家後接了自己的前妻凱特、諾亞、莉莉與凱特的男友高登後，在驚險的全速行駛開到機場。高登勉強開飛機飛離了陸地，衆人在一陣有驚無險的狀況下離開時，也目睹了自己的故鄉洛杉磯下沉至海中。因傑克森欲找尋查理獲得方舟所在地圖，而要求高登將飛機開往位於一千英里外，位處懷俄明州的黃石公園並同時進行補給。傑克森皆同女兒登上火山找查理索取方舟的所在地圖並順便帶他一起逃難，但查理堅持留下，就在此時黃石公園的火山在衆人面前噴發，查理向傑克森提示地圖的位置後決定留下來見證世界正式陷入末日的時刻並進行最終廣播大喊人類文明終結後被熔岩飛石撞死。傑克森逃回機場並開始尋找地圖，而險些與汽車掉入裂開的地殼，但他憑堅強的求生意志順利脫困，在機上詳加檢查查理所言的那張地圖後，發現目的地在中國。
世界各地因為災難紛紛而陷入了一片嘈雜與混亂，巴西里約熱內盧神聖的基督像倒塌、英國倫敦舉辦的奧運會強行終止、幾千萬人為了尋求真相而開始對政府發起暴動，各個宗教的神職人員在街上宣教並呼籲人們懇切祈禱。白宮官員們決定在黃石火山灰雲到達前離開，但身為美國末代總統的湯瑪斯決定與自己瀕臨瓦解的國家一起留下。艾德禮安到空軍一號後對所有人報告了這個消息，也瞭解到副總統也死於直升機墜毀。不久後，空軍一號離開美國大陸後，湯瑪斯也對全國發表致詞，宣佈自己會與眾人一同面對死亡的到來。同時，傑克森等人來到已經塌陷成大峽谷的賭城拉斯維加斯，在機場巧遇了因為飛機癱瘓而被困於此的尤里；尤里當時急需要飛機副駕駛而收留了傑克森等人（儘管雖高登只懂得駕駛小型飛機），眾人也在火山灰雲來臨之際，搭乘一架載有多輛高級跑車（包括賓利歐陸飛馳在內）的俄國運輸機Antonov 500離開了美國。
天主教教宗在聖伯多祿大教堂舉行彌撒，成千上萬的天主教教徒聚集在那𥚃，義大利總理決定放棄逃走並陪同家人參與彌撒。幾小時後，一場九級地震席卷了華盛頓，而地殼高溫爆發導致地球所有板塊開始移動，結束後將會形成與地殼運動成正比的最大型海嘯。而湯瑪斯總統在地震中倖存後面臨了大海嘯，最後目睹被海浪捲起的甘迺迪號航空母艦，在說出「桃樂賽，我要回家了」的遺言後便在災難中離世。無獨有偶，日本海也發生規模8.2及7.9的深層地震，引發的海嘯推翻了艾德禮安的父親所在的豪華郵輪，此外，東京因地殼潛動沒入海中，梵蒂岡的大教堂亦毀於強震。不久，全球通訊中斷，地殼也停止了移動，美國威斯康辛州移動到北極的位置；並因為地磁逆轉而成為新南極。同時，傑克森等人的飛機原想降落在夏威夷群島加油補給，然而夏威夷早已遭火山熔岩毀滅，在缺乏充足燃料供應下，飛機引擎因燃油耗盡而陸續熄火並即將墜落，但卻發現雲層下原本南海的位置，竟然成爲了靠近目的地的喜馬拉雅山脈地區，而傑克森推斷這是大陸漂移現象所造成。飛行員沙夏雖順利在山脊上完成迫降，讓傑克森等人利用飛機中的賓利歐陸飛馳逃出飛機，最後仍不幸跟隨飛機一起滑落山崖。這時，多架中國直升機來到墜機地點，尤里因爲有船票與綠卡，丟下了所有人（包含塔瑪拉，因尤里早就知道瑪拉與沙夏之間的姦情）後與兩個兒子一起搭機前去搭船。
空軍一號到達了卓明谷，艾德禮安、蘿拉與卡爾來到艦船基地後見到了各國元首，與一些有船票的富人、以及一些有良好生育基因而被國家選中的人，最後圍觀了計劃最重要的「方舟艦船」。在印度，薩特南一家因為救援飛機沒來而跟隨避難民衆來到南派高原，並親眼目睹一個來自東邊的大海嘯來襲，於是在最後一刻打了電話給艾德禮安告別後，與家人一起被海嘯吞噬。艾德禮安為此對卡爾大發雷霆，並迅速將東邊海嘯的數據寫入後，發現海嘯將在半小時內就會來襲。而落後的傑克森等人剛好被一個西藏喇嘛—尼瑪一家搭救，而尼瑪的哥哥天慶正是方舟基地的工程人員，因此帶領了他們一起進入艦船。此時，卡爾說服了各國元首立刻離開，將船利用固定器來對抗海嘯衝擊。由於3號方舟在地震中損毀，無處可去的尤里則是帶領所有人跑往4號方舟（美國方舟）卻因爲跑到邊境而無路可走。
艾德禮安因爲無法忍受人們被困在邊境上等死，於是盡全力說服各國元首一同將艦船門打開，而中國、俄羅斯、日本、加拿大及歐洲各國元首在聽過艾德禮安的莊重宣言後一致決定開啟閘門。不久後，閘門在傑克森等人在進入艦船動物艙時開啓，高登不小心在爬梯子時掉進艦船齒輪中死亡，而天慶則被齒輪夾傷腿。外面的人們在閘門落下後沖了進去，而尤里因為落後而將自己的兩個兒子推上了閘門，自己則掉下山崖墜亡。此時，閘門因爲液壓器被器具卡住而無法完全關閉，艾德禮安在監視系統看到傑克森等人後，決定與一名艦船工作人員和蘿拉一起到液壓艙去幫他們。這時，海嘯抵達了卓明谷，海水從沒有關好的閘門直接進入船體，而亞德里安與蘿拉跟隨工作人員利用梯子進入傑克森等人所在的動物艙。這時，動物艙的防水閥門關閉，塔瑪拉為了救莉莉，把自己的狗也遞出去後被關在水箱中不幸淹死。
4號方舟的固定器被海嘯沖來的空軍一號殘骸砸毀，而開始偏離位置而向海拔8844.43米的珠穆朗瑪峰漂去。艾德禮安等人來到動物艙後遇見莉莉，也通知傑克森去幫忙修好液壓器。傑克森冒險游回去解決卡住的問題後，船在障礙排除需下將閘門關閉，艦船也在全速後退下從珠穆朗瑪峰山腳下退離。所有人發現安全後歡呼不盡，而諾亞也與傑克森成功回到動物艙而與衆人回合，傑克森一家人也緊緊地抱在一起。
0001年1月27日，世界文明毀滅的一個月後，艦船裏的人來到甲板上呼吸新鮮的空氣。艾德禮安到達艦橋時得知淹沒了大陸的海水已經開始退潮，地球經歷了這次浩劫後，只剩下非洲及少量的歐洲及亞洲地區仍為陸地，而非洲的德拉肯斯山脉因非洲地勢升高了而取代了喜馬拉雅山脈成為新的世界屋脊。其他方舟紛紛加入了他們的航線，所有倖存人類開始往非洲好望角前進，前去開啓一個新的人類文明。最後的畫面顯示地球表面已經出現了很大的變化，儘管人類文明受到極大的破壞，不過人類在最後關頭展現出來的人性光輝最終拯救了他們的文明，電影隨後便在充滿希望感的音樂中宣告結束。

## 角色
| 演员                    | 角色                              | 简介 | 粵語配音 | 國語配音 |
| 約翰·庫薩克             | 傑克森·寇提斯 Jackson Curtis      | 科幻小說作家，偶爾兼職當尤里的司機，和家人與孩子們處於不好的關係，在想辦法修復感情時意外得知了末日將至。                                                                           | 招世亮   | 姜广涛   |
| 亞曼達·彼特             | 凱特·寇提斯 Kate Curtis           | 傑克森的前妻，諾亞與莉莉的母親，一向將孩子看在第一位。 | 曾佩儀   |          |
| 奇維托·艾吉佛           | 艾德禮安·赫姆斯利 Adrian Helmsley | 白宮首席科學家，最開始時在印度得知了災難將至，於是開始盡自己所能救人。 | 雷霆     |          |
| 譚蒂·紐頓               | 蘿拉·威爾森 Laura Wilson          | 湯瑪斯的女兒，富有同情心，身為世界環保組織的一份子。 | 黃玉娟   |          |
| 奧立佛·普雷特           | 卡爾·安修瑟 Carl Anheuser         | 白宮幕僚長，為人自私、不顧其他人的死活，一心只想將政府繼續運轉，在艾德里安及蘿拉的苦勸下改變了原有的我族中心主義，答應讓其他難民上船。                                             | 陳永信   |          |
| 丹尼·葛洛佛             | 湯瑪斯·威爾森 Thomas Wilson       | 美國總統，十分盡責，富有責任感，在災難來臨前還跟其他人一起留守白宮，最後遭因海嘯沖上岸的甘迺迪號航母撞擊身亡。                                                                     | 朱子聰   |          |
| 伍迪·哈里遜             | 查理·福斯特 Charlie Frost         | 廣播電台主持人，預言著末日將近的瘋狂男子，居住在黃石公園，也是因為他的出現才讓傑克森知道末日將至，生前最後一刻親眼目睹黃石火山爆發，也一了畢生心願。                               | 葉振聲   |          |
| 湯瑪士·麥卡錫           | 高登·西伯曼 Gordon Silberman      | 凱特的男友，為一名整型醫生，待人真誠，非常愛護凱特及她前一個家庭的子女，二度充當飛機駕駛員協助凱特一家人逃難，最後不幸落入方舟的艙門齒輪身亡。                                     | 潘文柏   |          |
| 摩根·莉莉               | 莉莉·寇提斯 Lilly Curtis          | 傑克森和凱特的女兒，一個天真無邪的女孩，喜歡戴著帽子。 | 成瑤孆   |          |
| 利亚姆·詹姆斯           | 諾亞·寇提斯 Noah Curtis           | 傑克森和凱特的兒子，莉莉的哥哥，性格較為叛逆，因不滿父親與母親分居，而始終對父親及高登有成見，甚至以姓名直呼他們，一家四口躲避「地球」的追殺時受父親對家庭的愛所感動而選擇原諒他。 | 謝潔貞   |          |
| 祖塔克·布尼克           | 尤里·卡波夫 Yuri Karpov           | 俄羅斯億萬富豪，以高價為自己和孩子們買下了船票，總是不顧其他人，最後為掩護自己的孩子逃生而不幸跌落方舟身亡。                                                                       | 林保全   |          |
| 碧翠絲·羅珊             | 塔瑪拉 Tamara                     | 尤里的女友，與沙夏有曖昧關係，曾找高登整形過，在拉斯維加斯避難時識出了他，才讓尤里帶上傑克森等人，最後為掩護傑克森的女兒及寵物逃生而被鎖在艙中遭海水溺斃。                         | 曾秀清   |          |
| 約翰·厄柏               | 沙夏 Sasha                        | 尤里的私人飛行員，什麼飛機都能開，和塔瑪拉有曖昧關係，最後因墜機而死。 | 陳廷軒   |          |
| 黃經漢 Chin Han         | 天慶 Tenzin                       | 卓明谷製造方舟的工作者，尼瑪的哥哥，最終成功登上方舟，但因不慎滑落齒輪而喪失一腿。                                                                                                 | 黃啟昌   |          |
| 周逸之 Osric Chau       | 尼瑪 Nima                         | 小喇嘛，天慶的弟弟，最終成功登上方舟 | 周倚天   |          |
| 盧燕 Lisa Lu            | 索南奶奶 Grandmother Sonam        | 天慶與尼瑪的奶奶，最終成功登上方舟 | N/A      |          |
| 吉米·米斯垂 Jimi Mistry | 萨南 Satnam Tsurutani             | 研究未来的印度科学家，艾德禮安的好友，最終與家人被海嘯吞噬 | 馮錦堂   |          |

## 製作
導演羅蘭·艾默瑞奇和製片兼作曲哈洛德·克羅瑟2008年2月在片廠共同編寫名為《2012》的劇本。幾乎所有的工作成員，都會聽取導演的預算企畫案和故事計畫，像是先前的1996年電影《ID4星際終結者》和2004年的《明天過後》。 電影製作預算高達2億美元。 而後數月，SONY影视娱乐取得劇本發行版權，預計交給旗下公司哥倫比亞影業發行。 片商計畫拍攝電影能少於估測的預算。
電影原先預計2008年7月在加州洛杉磯進行拍攝， 但是改到2008年8月於加拿大溫哥華開拍。 由於2008年末發生了美國演員工會勞工爭議問題，劇組馬上設立一個應急計劃來讓電影順利拍攝。新力影業影像工作室負責本片的特效部分。
電影製作預算超過兩億美金，2008年在加拿大溫哥華實景拍攝5個月，片內多數災難場景全靠電腦特效，後製長達14個月模擬完成154分鐘的災難片段。為了擬真，劇組用50萬吨的鋼鐵建造出8000平方呎的可搖動的浮動式底板，讓攝影機隨同演員跟著車子、飛機等道具一起搖動，讓地震場景更加逼真。
電影特效由荷里活工作室Uncharted Territory和Scanline VFX負責。電影中有500多個特效場面，由NVIDIA Quadro顯示卡製作。Uncharted Territory是主要的製作者，負責422个特效场景，利用100多台Quadro工作站完成。而Scanline VFX則負責水與火的特效，利用125台Quadro工作站和自己開發的電腦，製作了90%的水災場面。

## 行銷

### 網路預告
2008年11月12日，片商首度推出《2012》抢鲜版預告片，呈現海嘯淹沒喜馬拉雅的壯闊場面，且透露出科幻訊息表示世界將在2012年終結，且世界各地政府面對此場災難毫無能力。預告最後打上「找出真相」用Google搜尋“2012”。衛報批評此行銷手法“嚴重缺陷”和相關的“網站盡是些虛假聲稱2012的網頁”。 片商還推出了病毒營銷網站，由虛構人類聯盟組織所經營，觀眾可以註冊一個樂透號碼，一小部分人口將在這場浩劫裡獲救。
第二部剧场版預告片釋出，告訴我們瑪雅人早已預言警告。呈現災難像是地震破壞了在巴西里約熱內盧基督像，黃石公園超級火山爆發，拉斯維加斯被一分為二成峽谷，和加州漂流到太平洋。也有提及政府正在興建太空站，以及約翰肯尼迪號航空母艦壓垮白宮，洪水灌進華盛頓特區。預告共分成北美版、國際版以及日本版三種不同剪輯版本的預告。

### 巡迴宣傳
2009年台灣八八水災重創，導演艾默瑞奇得知台灣災情主動表示關心，並決定在十月與男主角約翰·庫薩克訪台關懷災情。同時，導演將在台灣媒體試映長達一小時的電影片段，關於人類勇於面對氣候異常引起的災難場面。導演執導的歷年作品《ID4星際終結者》、《明天過後》等片在台灣即創下3億6000萬的票房紀錄，成為台灣影史前十大票房上，仅有的两位（另一位導演是史蒂芬·史匹柏）佔有兩席名次的導演。
2009年10月2日在台灣舉行53分鐘片段首映，放映全片長的三分之一。製片導演與演員約翰·庫薩克巡迴全球九座城市宣傳，台北是其中一站。 導演羅蘭和製片與演員們表示近日更發生馬尼拉水患、薩摩亞海嘯、印尼大震等重災。對此，他表示拍片絕非消費災難，而是希望透過電影，能在非消費感官特效及嚇唬群眾的前提下，強調人類在面對災難時堅持求生與攜手互助的光明面。劇中因為太陽剧烈活动产生的粒子风暴，引發地殼異常變動軟化，能提醒人們珍愛這個地球，與身邊周遭的人事物。

## 花絮
- 在电影开场的八国峰会中，美国总统因需要透露末日的消息，遂请求各国元首先让随同翻译进行回避。这时候，俄罗斯总统跟自己的翻译说的不是俄语，而是塞尔维亚-克罗地亚语：“Ti ostajes!（退下！）”。事實上，扮演俄罗斯总统的Zinaid Memisevic，出生在南斯拉夫，的確没学过俄语。
- 男主角“租”飞机的那一幕，男主掏出自己的腕錶收买飞行员，还强调：“这是我编辑给我的錶，他当初可看好我了，这錶很值钱的！”，事實上他没开玩笑，这是万国表的Classic Pilot Mark XVI，在当年卖3000美元。[26]
- 电影中出現了一台现实中不存在的“安-500”飞机，其实這是一台安-225。在满载燃料的情况下，安-225(航程15400公里)绝对有能力从加州直飞上海。电影中需要找中转站补充燃油这点其实并非不合理，考虑到当时拉斯维加斯已经一片混乱，很可能飞机本身的燃油并没有及时补充。真正的问题是，主角一行人选择的中转站是夏威夷，显然剧组写这一段时参考的是平铺的世界地图，而非地球仪——因为受麥卡托投影法影响，平铺式地图上看到的地形比例失真严重，会让一些区域比实际上显得更大或更小。理論上正常的加州飞中国的中转站优先應选阿拉斯加的安克雷奇，总路程10668.34 公里。而经夏威夷檀香山的话，则是12417.7公里。所以主角一行人足足浪费了1749.36公里的燃油。
- 虽然电影没有特意说明，但其實觀眾可以看出能乘上方舟的人有不少是被挑选出来的，不用非得买船票。如伊丽莎白二世，她在2011年时的净资产约为3.25亿英镑，远远不够10亿欧元的船票票价。而且，當時真的能够付得起这么高价的家庭，全世界加起来还不到2100户。
- 片中演員諧仿加州州長阿諾·史瓦辛格。
- 導演表示這是出於「反對有系統的宗教」的動機而決定摧毀梵蒂岡、巴西里約熱內盧基督像這兩處基督宗教的象徵地標，原先還預計在劇情中破壞伊斯蘭教最重要的聖地麥加大清真寺的天房，由於擔憂引起伊斯蘭教徒的號令而取消念頭。[27]

## 評論
NASA与科学娱乐交流协会（Science & Entertainment Exchange）在2010年的一个对科幻电影的评选中，批评《2012》扭曲科学根据，过于离奇。《2012》所描述太阳风暴释放的微中子粒子，并不会与物理实体产生互动，更不会造成地球核心加速升温，甚至引发地震、海啸以及陆地沉没等灾难。
爛番茄網站上對這部電影的新鮮度為39%，在238條專業評論中，94條專業評論贊同，144條專業評論反對，平均分為5/10 ，觀眾的評價則是47%，獲得褒貶不一的評價。

## 票房
北美方面，首週全球票房就已達到兩億美元，週末三天全球票房總計達2億2500萬美元。2009年11月13日首映當週北美票房6500萬美金，位列北美票房榜首位。到2009年年底，全球总票房超过7.4亿美元。
中国大陆方面，首个週末的票房为8000万人民币，仅次于美国本土、法国和俄罗斯，居全球第四位。据华夏电影公司透露，截至18日晨，其全国票房已突破1亿元大关，破亿速度仅次于《赤壁》、《建国大业》和《变形金刚2》。最终该片以票房4.5亿的成绩收尾。
台灣方面，首日票房為新台幣3300萬元；首週三天票房為新台幣1.4億元；最終全台票房為新台幣4.5億元。
香港方面，開畫單日票房已勁收270萬港元，連同週末假期，首週四天累積票房已有1597萬港元，遠遠拋離同期上映的多套電影，比如首週四天累積票房排第二的《艾美麗雅：伴妳啟航》（Amelia）僅收不足23萬港元，約為前者的七十分之一而已。
| 上一届： 《聖誕夜怪譚》                   | 2009年美國週末票房冠軍 11月22日           | 下一届： 《》      |
| 上一届： 《聖誕夜怪譚》                   | 2009年台北週末票房冠軍 11月15日－11月29日 | 下一届： 《》      |
| 上一届： 《Michael Jackson's This Is It》 | 2009年香港一週票房冠軍 11月9日－12月6日   | 下一届： 《風雲2》 |

## 上映
《2012》原先預計檔期拍定在2009年7月10日全球同步上映。而後上映日期延至2009年11月13日，為了避開眾多強片的暑期檔，認為能更有潛力達到票房上的獲益。根據片廠表示，電影已趕在暑期檔期前完成，不過改期是為了保留更多時間來進行後製。

### 中国大陸删减
本片在中国大陸上映时，由于片中出现武警部队管制藏区的场面而触发藏独这一敏感议题，中国国家广电总局对本片中下列情节/画面作出删改，原本片长158分钟被削减成157分钟，不过后续版本又恢复了修改：
| 序号 | 内容 | 所在位置（全球）           | 所在位置（中国大陸） |
| ---- | --- | -------------------------- | -------------------- |
| 1    | 影片开始时，镜头转向西藏（诺亚方舟的建造位置）时所出示的字幕从“CHO MING VALLEY, TIBET 2010”（西藏·卓明谷 2010）被改为“CHO MING VALLEY, WEST SICHUAN 2010”（四川西部·卓明谷 2010），中文字幕上则写“（四川东部 卓明谷 2010年）” | 0：08：55-0：09：00        | 0：08：55-0：09：00  |
| 2    | 天钦被中国武警拦下，以及中国方面招募人员建造诺亚方舟的画面被全部剪去 | 0：09：00-约10分钟         | 0：09：00-0：09：25  |
| 3    | 透过直升机机舱窗发现主角一行后，一名中国武警警官指挥直升机下降的画面被剪去（长约2秒） | 约1小时45分钟              | 1：44：41-1：45：15  |
| 4    | 主角一行被询问登船卡的颜色，当尤里在口袋中摸索时，中国武警举枪的画面被剪去，随之举枪时的一句“I have green cards.”（我有綠卡。）也被剪去（在配音版中这句话被配在摸索登船卡时）                                                 | 约1小时45分钟              | 1：45：18-1：45：35  |
| 5    | 安達瑞在登船口质问卡尔“所有这些工人能上船吗”得到的答复中“人生不公平，是吗？”后“你如果想把你的票给这些中国工人（Chinese workers），那么随你”一句被删剪                                                                         | 约1小时50分钟              | 1：50：05-1：50：41  |
| 6    | 在卓明公共门主角一行受天钦拒绝阻挠的段落被剪短 | 约1小时55分钟至1小时57分钟 | 1：54：38-1：55：33  |

## 類似電影
- 明天過後
- 加州大地震
- 世界末日
- 日本沉沒
- 火山爆發

## 外部連結
- 互联网电影数据库（IMDb）上《2012》的资料（英文）
- AllMovie上《2012》的资料（英文）
- 爛番茄上《2012》的資料（英文）
- Metacritic上《2012》的資料（英文）
- Box Office Mojo上《2012》的資料（英文）
- Yahoo奇摩電影上《2012》的資料（繁體中文）
- 開眼電影網上《2012》的資料（繁體中文）
- 时光网上《2012》的資料（简体中文）
- 豆瓣电影上《2012》的資料 （简体中文）